# Next Generation Adelaide International 2007 - Qualificazioni singolare
Le qualificazioni del singolare  del Next Generation Adelaide International 2007 sono state un torneo di tennis preliminare per accedere alla fase finale della manifestazione. I vincitori dell'ultimo turno sono entrati di diritto nel tabellone principale. In caso di ritiro di uno o più giocatori aventi diritto a questi sono subentrati i lucky loser, ossia i giocatori che hanno perso nell'ultimo turno ma che avevano una classifica più alta rispetto agli altri partecipanti che avevano comunque perso nel turno finale.
Le qualificazioni del torneo Next Generation Adelaide International  2007 prevedevano 16 partecipanti di cui 4 sono entrati nel tabellone principale.

## Teste di serie
1. Wesley Moodie (Qualificato)
2. Rik De Voest (ultimo turno)
3. Ernests Gulbis (ultimo turno)
4. Wang Yeu-tzuoo (primo turno)

1. Paul Baccanello (primo turno)
2. Wayne Arthurs (primo turno)
3. Nathan Healey (Qualificato)
4. Gō Soeda (Qualificato)

## Qualificati
1. Wesley Moodie
2. Gō Soeda

1. Nathan Healey
2. Paul Baccanello

## Tabellone

### Legenda
| - Q = Qualificato - WC = Wild card - LL = Lucky loser | - ALT = Alternate - SE = Special Exempt - PR = Protected Ranking | - w/o = Walkover - r = Ritirato - d = Squalificato |

### Sezione 1
|  | Primo turno | Primo turno     | Primo turno   | Primo turno | Primo turno |  |  | Ultimo turno | Ultimo turno    | Ultimo turno    | Ultimo turno | Ultimo turno |  |
|  |             |                 |               |             |             |  |  |              |                 |                 |              |              |  |
|  | 1           | Wesley Moodie   | Wesley Moodie | 6           | 6           |  |  |              |                 |                 |              |              |  |
|  |             | Ti Chen         | Ti Chen       | 4           | 2           |  |  | 1            | Wesley Moodie   | Wesley Moodie   | 6            | 6            |  |
|  |             | Tobias Summerer | 6             | 6           | 6           |  |  |              | Tobias Summerer | Tobias Summerer | 4            | 4            |  |
|  | 6           | Wayne Arthurs   | 2             | 7           | 2           |  |  |              |                 |                 |              |              |  |

### Sezione 2
|  | Primo turno | Primo turno   | Primo turno   | Primo turno | Primo turno |  |  | Ultimo turno | Ultimo turno | Ultimo turno | Ultimo turno | Ultimo turno |  |
|  |             |               |               |             |             |  |  |              |              |              |              |              |  |
|  | 2           | Rik De Voest  | Rik De Voest  | 7           | 6           |  |  |              |              |              |              |              |  |
|  |             | Andrew Coelho | Andrew Coelho | 5           | 4           |  |  | 2            | Rik De Voest | 1            | 7            | 4            |  |
|  | 8           | Gō Soeda      | Gō Soeda      | 7           | 6           |  |  | 8            | Gō Soeda     | 6            | 6(1)         | 6            |  |
|  |             | Lukáš Rosol   | Lukáš Rosol   | 5           | 1           |  |  |              |              |              |              |              |  |

### Sezione 3
|  | Primo turno | Primo turno    | Primo turno    | Primo turno | Primo turno |  |  | Ultimo turno | Ultimo turno   | Ultimo turno | Ultimo turno | Ultimo turno |  |
|  |             |                |                |             |             |  |  |              |                |              |              |              |  |
|  | 3           | Ernests Gulbis | Ernests Gulbis | 6           | 7           |  |  |              |                |              |              |              |  |
|  |             | Robert Smeets  | Robert Smeets  | 4           | 65          |  |  | 3            | Ernests Gulbis | 65           | 6            | 5            |  |
|  | 7           | Nathan Healey  | Nathan Healey  | 6           | 6           |  |  | 7            | Nathan Healey  | 7            | 2            | 7            |  |
|  |             | Nick Lindahl   | Nick Lindahl   | 4           | 2           |  |  |              |                |              |              |              |  |

### Sezione 4
|  | Primo turno | Primo turno     | Primo turno     | Primo turno | Primo turno |  |  | Ultimo turno    | Ultimo turno    | Ultimo turno    | Ultimo turno | Ultimo turno |  |
|  |             |                 |                 |             |             |  |  |                 |                 |                 |              |              |  |
|  |             | Andrea Stoppini | Andrea Stoppini | 6           | 7           |  |  |                 |                 |                 |              |              |  |
|  | 4           | Wang Yeu-tzuoo  | Wang Yeu-tzuoo  | 2           | 5           |  |  | Andrea Stoppini | Andrea Stoppini | Andrea Stoppini | 68           | 1            |  |
|  |             | Paul Baccanello | Paul Baccanello | 6           | 6           |  |  | Paul Baccanello | Paul Baccanello | Paul Baccanello | 7            | 6            |  |
|  | 5           | Miša Zverev     | Miša Zverev     | 3           | 4           |  |  |                 |                 |                 |              |              |  |